# Amphiprion sandaracinos
Amphiprion sandaracinos är en fiskart som beskrevs av Allen 1972. Amphiprion sandaracinos ingår i släktet Amphiprion och familjen Pomacentridae. IUCN kategoriserar arten globalt som livskraftig. Inga underarter finns listade i Catalogue of Life.

## Bildgalleri

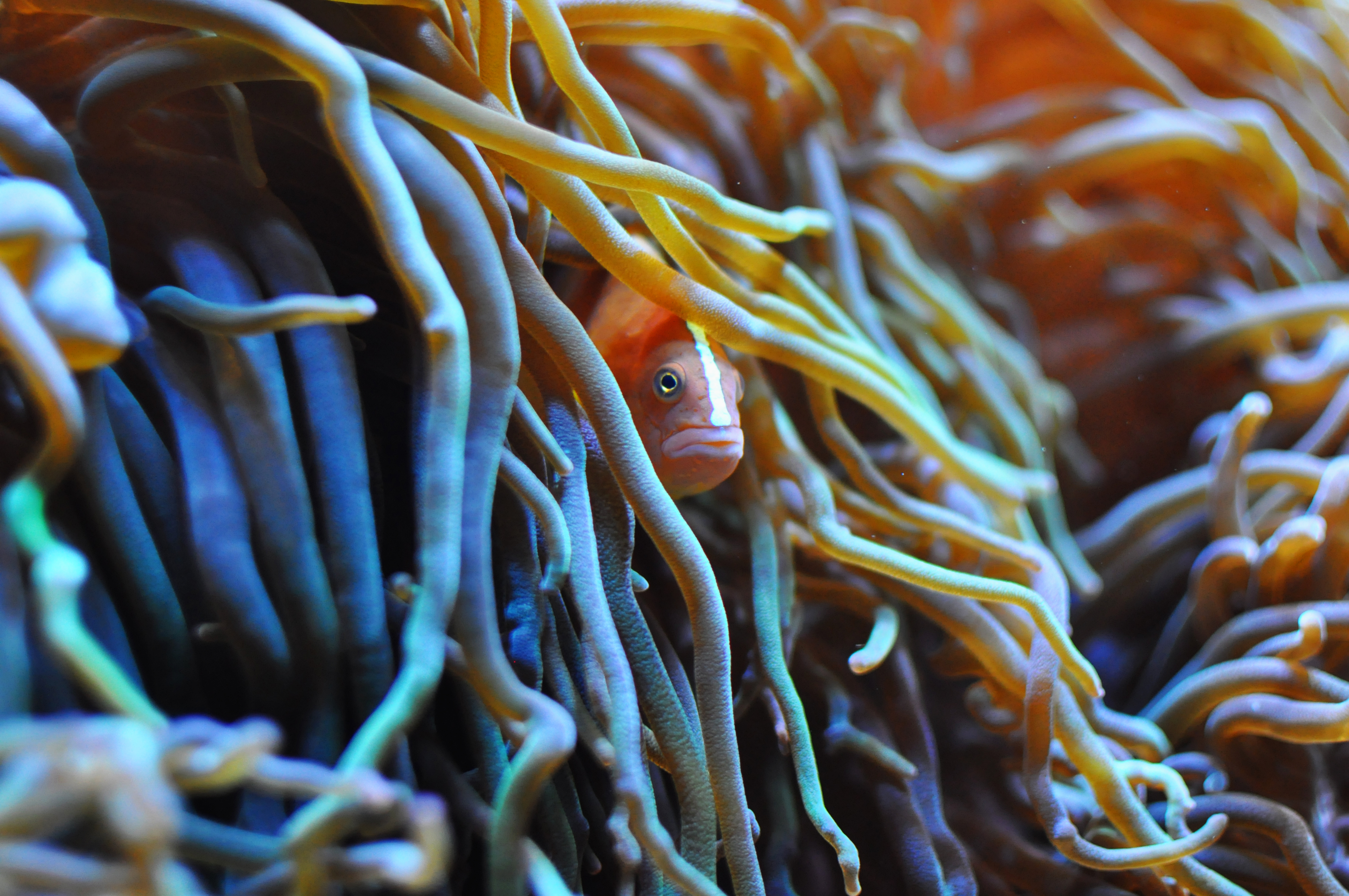